# Integrin α-X
Integrin α-X (synonym CD11c) ist ein Oberflächenprotein aus der Gruppe der Integrine.

## Eigenschaften
Integrin α-X bindet an Integrin β-2 (synonym CD18) und bildet somit Heterodimere. Gemeinsam bilden sie einen Rezeptor für Fibrinogen durch Bindung an dessen Sequenz GPR. Weiterhin ist es bei Zellkontakten während einer Entzündung beteiligt. Integrin α-X wird in Monozyten, Granulozyten und dendritischen Zellen gebildet und dient dort der Chemotaxis und Zelladhäsion. Es ist glykosyliert.